# La camera da letto (Bertolucci)
La camera da letto è un romanzo in versi del poeta italiano Attilio Bertolucci, diviso in due volumi pubblicati nel 1984 e nel 1988.
Premio Biella per la Poesia Italiana nel 1984; Premio Vallombrosa nel 1984; Premio Librex-Guggenheim "Eugenio Montale" nel 1991.

## Struttura
- Il romanzo, in versi liberi, è diviso in due libri raggruppati in lasse di varia misura, per un totale di 9400 versi distribuiti in 46 capitoli.
- Il primo libro comprende 6303 versi e consta di ventinove capitoli, a loro volta titolati e numerati, suddivisi in tre parti:
  - "Romanzo famigliare" (capp. I-XI)
    - Cap. I - Fantasticando sulla migrazione dei maremmani
    - Cap. II. Giovanni Rossetti
    - Cap. III. Un giovane di montagna scende in pianura
    - Cap. IV. Il segreto
    - Cap. V. Elsa
    - Cap. VI. Sciopero
    - Cap. VII. Pellegrini
    - Cap. VIII. La candela e il bambino
    - Cap. IX. Fola e passeggiata
    - Cap. X. Come nasce l'ansia
    - Cap. XI. Il bambino che va a scuola a sei anni

  - "O città sospirata..." (capp. XII-XXIII)
    - Cap. XII. In collegio
    - Cap. XIII. La "rêverie"
    - Cap. XIV. Viaggio alla terra dei sigari
    - Cap. XV. Nonno e nipote
    - Cap. XVI. In città
    - Cap. XVII. Un giorno di marzo
    - Cap. XVIII. Dall'autunno all'inverno
    - Cap. XIX. A tredici anni
    - Cap. XX. Il venditore di ostriche
    - Cap. XXI. Il ritorno
    - Cap. XXII. Il cugino Nanni
    - Cap. XXIII. O salmista

  - "Oziosa giovinezza" (capp. XXIV-XXIX)
    - Cap. XXIV, L'educazione dei giovani
    - Cap. XXV. Vagabondaggio fruttuoso
    - Cap. XXVI. La prova della pelliccia
    - Cap. XXVII. Le sorelle
    - Cap. XXVIII, Partenza di lei per un'altra città
    - Cap. XXIX. Una strana visita
- Il secondo libro comprende 3097 versi, consta di diciassette capitoli ed è suddiviso anch'esso in tre parti:
  - "La pazienza dei giorni" (capp. XXX-XL)
    - Cap. XXX. Il capanno
    - Cap. XXXI. Le scarpette di chevreau
    - Cap. XXXII. Un incontro imprevisto
    - Cap. XXXIII. Il servizio amoroso
    - Cap. XXXIV. Maria
    - Cap. XXXV. Viole peste
    - Cap. XXXVI. Nella casa di Pea
    - Cap. XXXVII. Dove i tigli fiorirono nel mese sonnambulo
    - Cap. XXXVIII. Metamorfosi del corpo di N.
    - Cap. XXXIX. Lo spaniel custode
    - Cap. XL. Farfalle esitanti e presagi

  - "Nell'alta valle del Bràtica" (capp. XLI-XLIV)
    - Cap. XLI. Dall'altro versante
    - Cap. XLII. Fumi lontani
    - Cap. XLIII. La fuga a Monte Navert
    - Cap. XLIV. Questo così sereno così pio mattino

  - "La partenza" (capp. XLV-XLVI)
    - Cap. XLV. Il taglio dei riccioli
    - Cap. XLVI. La partenza

## Trama
Sebbene l'opera sia stata definita dall'autore nell'incipit del primo volume "Romanzo famigliare (al modo antico)", la critica comunemente l'ha definita "romanzo in versi". Bertolucci racconta la storia della propria famiglia inserita nel quadro dei grandi avvenimenti storici. I primi otto capitoli partono dal XVII secolo (quando gli antenati del poeta si trasferirono dalla Maremma toscana all'alta val Bratica, fondando la località di Casarola) e arrivano al 1910. Dopo la nascita di Attilio Bertolucci (1911) i successivi trentotto capitoli si snodano lungo il periodo 1912-1951. Mentre i primi capitoli sono basati su un libro di famiglia, un diario dei fatti memorabili accaduti ai Bertolucci, dopo la nascita del poeta il racconto diventa più analitico in quanto fondato sulla memoria dell'autore e riguarda i nonni del poeta, i suoi genitori, la moglie Ninetta, i figli Bernardo e Giuseppe, il trasferimento a Roma nel 1951; e sullo sfondo dei grandi avvenimenti storici, dagli scioperi contadini agli inizi del Novecento, alle due guerre mondiali, ai rastrellamenti nazisti, eccetera. Il libro è stato scritto tra il 1956 (dopo l'uscita della seconda edizione della Capanna indiana) e il 1971 (quando è uscito Viaggio d'inverno); poi è tenuto nel cassetto per più di quindici anni in quanto l'autore lo considerava «un fatto privato, il proseguimento della cronaca della famiglia Bertolucci, una sorta di libro di casa».

## Edizioni
- Attilio Bertolucci, La camera da letto, 1, Milano: Garzanti, 1984, 254 p.
Prima parte: comprende i capitoli I-XXIX
- Attilio Bertolucci, La camera da letto: libro secondo,  Milano: Garzanti, 1988, 138 p. ISBN 88-11-63035-5
Seconda parte: comprende i capitoli XXX-XLVI
- Attilio Bertolucci, La camera da letto, Collezione Gli elefanti. Poesia, Milano: Garzanti, 1988, 388 p., ISBN 88-11-66895-6
Edizione completa di tutta l'opera.
- (FR)  Attilio Bertolucci, La Chambre; préfacé et traduit par Muriel Gallot, Lagrasse: Verdier, 1988, 250 p., ISBN 286432072X
- (EN)  Attilio Bertolucci, The bedroom; translated by Luigi Bonaffini (testo originale a fronte); introduction by Paolo Lagazzi, New York: Chelsea Editions, 2012, 701 p., ISBN 9780982384930

## Adattamenti
- La camera da letto - film del 1991 diretto da Stefano Consiglio e Francesco Dal Bosco[7]